# Platypilumnus gracilipes
Platypilumnus gracilipes is een krabbensoort uit de familie van de Mathildellidae. De wetenschappelijke naam van de soort is voor het eerst geldig gepubliceerd in 1894 door Alcock.